# Victor Borge

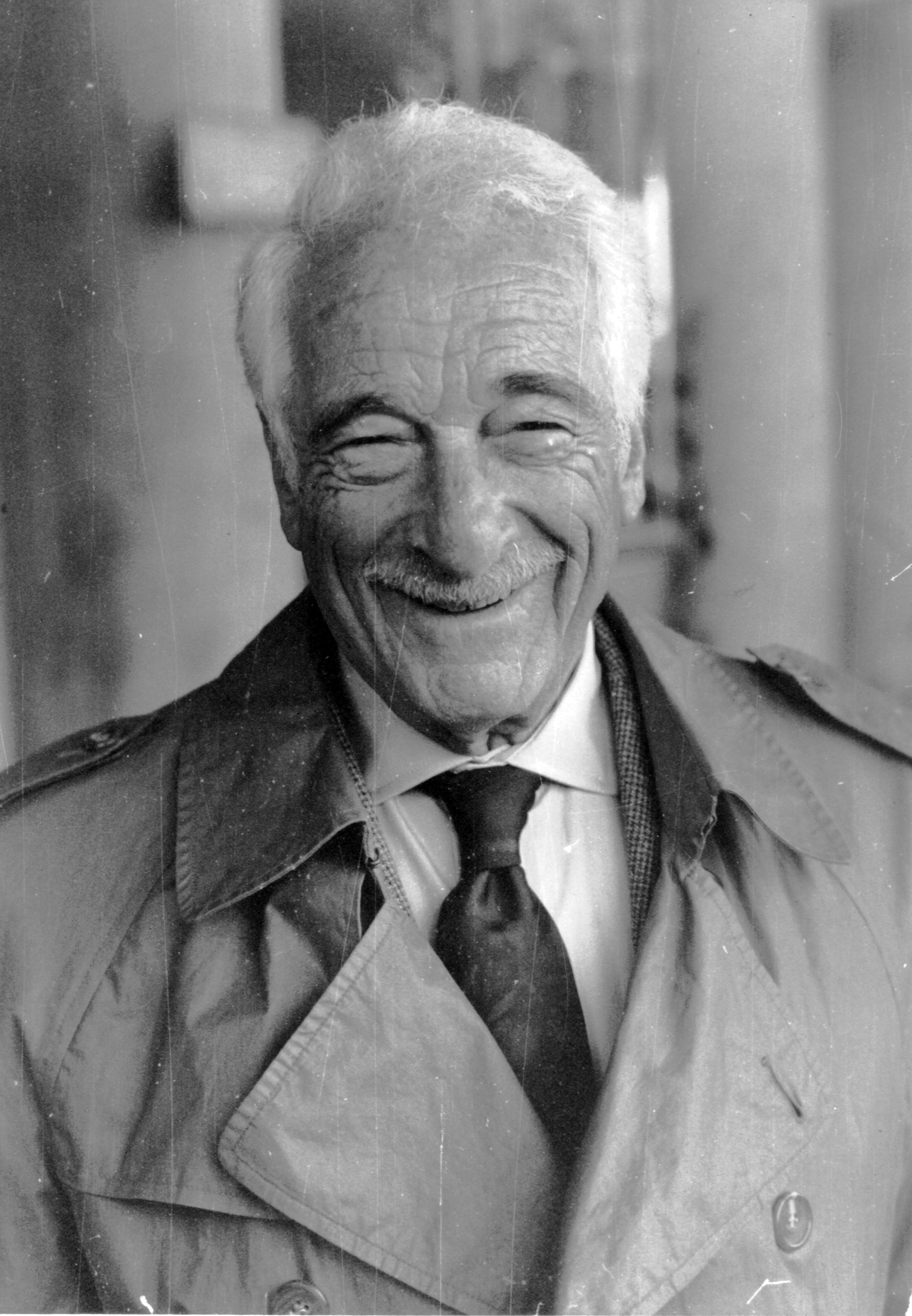
Victor Borge in 1990

Victor Borge, werkelijke naam Børge Rosenbaum (Kopenhagen, 3 januari 1909 – Greenwich (Connecticut), 23 december 2000), was een Deens-Amerikaanse musicus en artiest.

## Vorming
Borge, de tweede zoon uit een joods gezin, zette in 1912 op driejarige leeftijd zijn eerste muzikale stappen voor de piano. Zijn vader was altviolist bij het Koninklijk Deens Symfonieorkest en wilde dat zijn zoon ook dit instrument zou leren bespelen. Maar de jonge Borge verkoos het klavier en op achtjarige leeftijd debuteerde hij in Kopenhagen. Men noemde hem een wonderkind en als tiener studeerde hij in Wenen en Berlijn bij Frederic Lamond en Egon Petri. Hij studeerde aan het conservatorium van Kopenhagen en was in de jaren dertig een veelgevraagd pianist.

## Muzikaal humorist
Zijn talent als humorist werd ontdekt toen Borge een van de solisten van de jaarlijkse revue van de Kamer van Koophandel in Kopenhagen verving. Deze gebeurtenis was een van de hoogtepunten op de sociale kalender. Zijn muziekuitvoeringen groeiden langzamerhand uit tot shownummers en zijn roem verspreidde zich ook in het buitenland. Hij maakte verschillende reizen door Europa.
Tijdens de Tweede Wereldoorlog werd Borge een publieke vijand van het nazisme wegens zijn bijtende satires op Adolf Hitler en de nazi's. Als zoon van joodse ouders zag hij in 1940 kans om uit te wijken naar Amerika op het laatste schip dat Finland verliet. In de Verenigde Staten kwam hij zonder geld aan en was er totaal onbekend. Hij leerde Engels in de filmzalen dankzij westerns en films van Walt Disney. Op een keer trad hij op tijdens een privé party en werd daarna voor de radio gevraagd. Zo kwam Borge terecht in de Bing Crosby's Kraft Music Hall radioshow. Binnen de twee weken noemde men hem de komische ontdekking van het jaar. Hij bleef 56 weken in de show. Door de tv-optredens in Carnegie Hall, Hollywood Bowl, in exclusieve clubs en hotels werd hij in heel Amerika beroemd en bouwde hij hier een succesrijke carrière als muzikaal artiest op.
In 1953 begon hij met zijn onemanshow Comedy in Music op Broadway. Aan het klavier werd hij de man met te weinig vingers. Hij speelde met armen en benen tegelijk onderwijl een stroom van grappige opmerkingen makend. In zijn onemanshow had hij altijd een zangeres mee rond wie hij dan zijn grappen opbouwde.
Borge heeft ooit gezegd dat hij de muziek bereikbaarder wilde maken voor het grote publiek. Dat deed hij dan op zijn manier, het grappen maken over de grote meesters niet schuwend. Borge vertrok van het standpunt dat de geniaalste componisten ook maar mensen waren. Wanneer hij in de loop van zijn shows over Bach of Beethoven vertelde kwamen er details aan het licht waarover iedereen kon lachen en die toch historisch juist waren. Hilarisch was ook de wijze waarop hij solozangeressen en muzikale solisten begeleidde. Enerzijds leek het of hij ze in het ootje nam, anderzijds kwam hun grote talent volledig tot zijn recht. Legendarisch was de geïmproviseerde uitvoering van de Csárdás van Vittorio Monti, waarbij hij de violist Anton Kontra begeleidde.
Borge bezocht Nederland enkele malen. Zo trad hij op 10 april 1969 op tijdens de viering van 80 jaar Concertgebouw te Amsterdam. In 1975 verzorgde hij daar ook eenmaal zijn onemanshow. Ten slotte was hij in 1991 te gast in het Amsterdamse Carré met een show waarin Pim Jacobs de presentator was.
Naast zijn werk in het theater was Borge ook een succesvol zakenman; vanaf de jaren vijftig runde hij een aantal kippenboerderijen. De laatste jaren van zijn leven verbleef Victor Borge in zijn riant buitenverblijf in Portugal.
Victor Borge overleed op 23 december 2000 op ruim 91-jarige leeftijd in zijn slaap.